# 中山站 (臺北市)

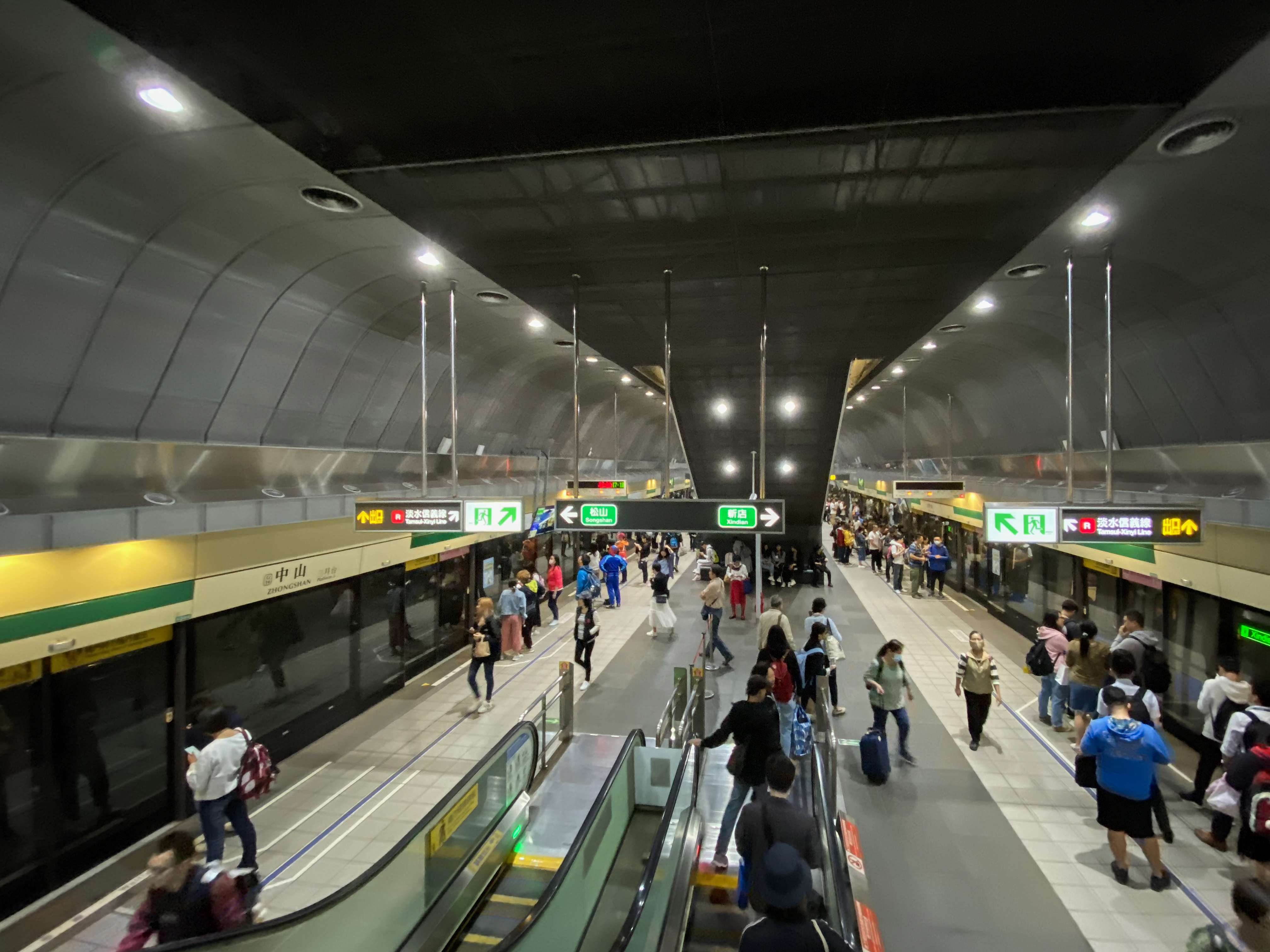
松山新店線月台

中山站位於臺灣臺北市中山區「建成」地區，為台北捷運淡水信義線（淡水線）與松山新店線（松山線）交會的捷運車站。淡水線月台南邊設袋狀軌一條。

## 車站概要
本站位於台北市建成地區、南京西路與心中山線形公園交叉口。淡水線車站位於線型公園下方，松山線車站位於南京西路下方。車站編號方面，淡水信義線為R11，松山新店線為G14。
本站因近年來南西商圈的崛起運量不斷上升，已攀至每月平均日運量約10萬人次左右。

## 車站構造

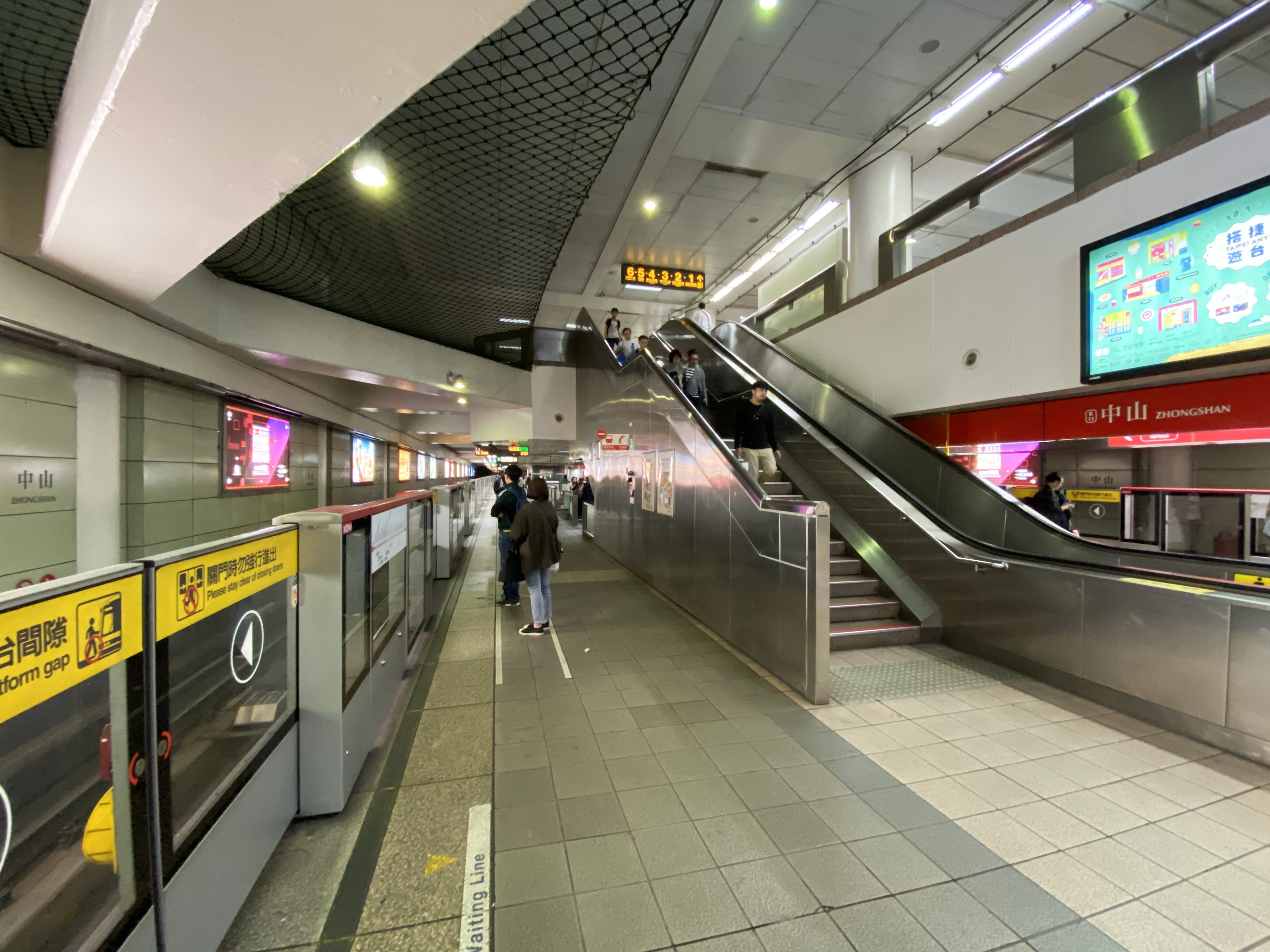
淡水信義線月台層（一、二月台）

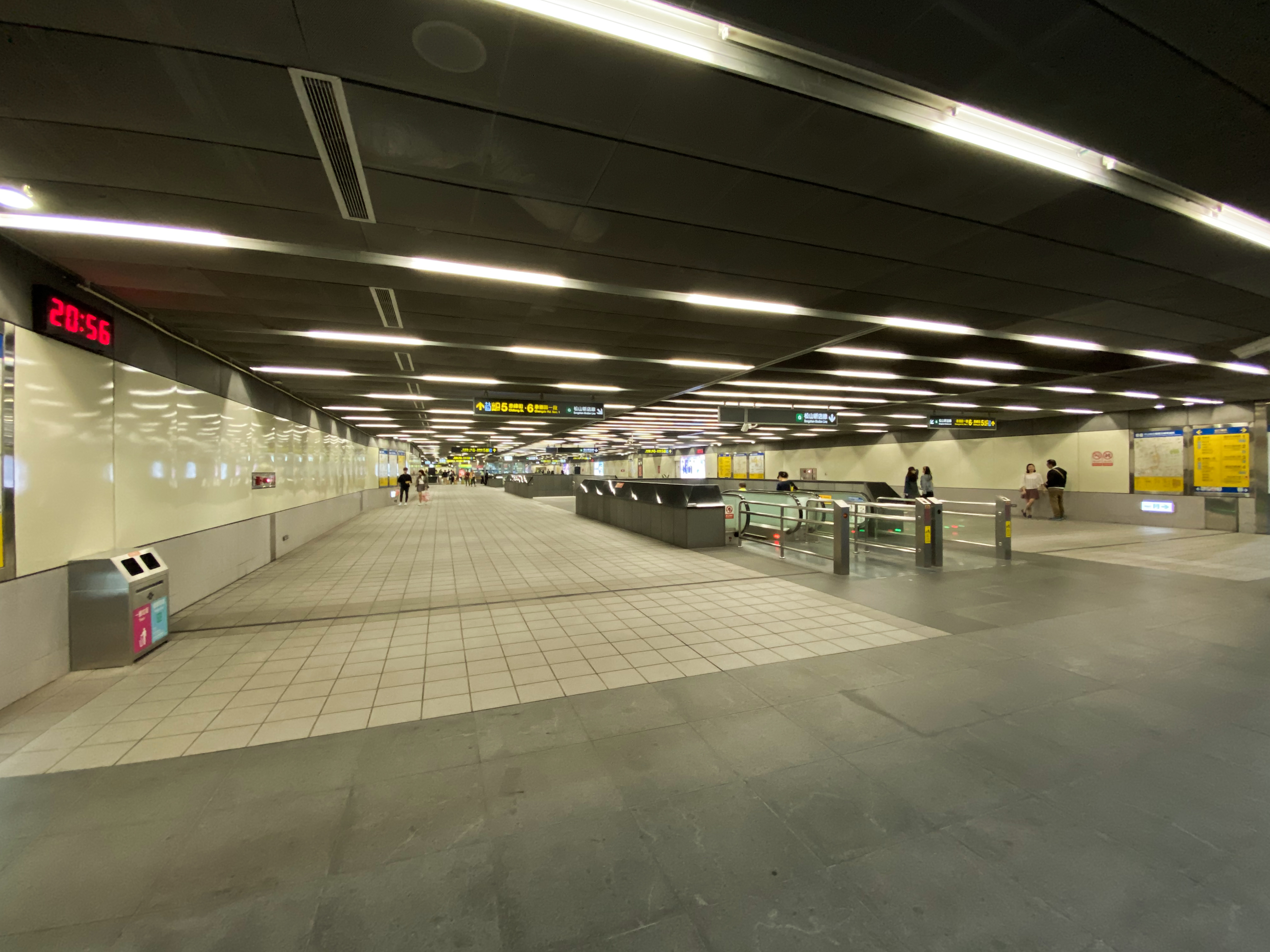
往松山新店線的通道

地下交會車站，原淡水線車站設有4座出入口，車站與中山地下街連通，月台設有半高式月台門，松山線通車後新增2座出入口，月台設有全高式月台門。

### 車站樓層
| 地面      | 出入口             | 出入口、心中山線形公園                                                    |
| 地下 一樓 | 大廳層             | 車站大廳、詢問處、自動售票機、驗票閘門                                    |
| 地下 一樓 | 大廳層             | 中山藝廊、中山地下街（車站南、北側） 洗手間（站體南側付費區外、地下街內） |
| 地下 二樓 | 一月台             | ← 淡水信義線 往淡水／北投方向（R12 雙連站）                               |
| 地下 二樓 | 島式月台，左側開門 |                                                                           |
| 地下 二樓 | 二月台             | → 淡水信義線 往象山／大安方向（R10 台北車站） →                           |
| 地下 三樓 | 轉換層             | 電扶梯、階梯往淡水信義線、松山新店線月台層                                |
| 地下 四樓 | 三月台             | ← 松山新店線 往松山方向（G15 松江南京站）                                 |
| 地下 四樓 | 島式月台，左側開門 |                                                                           |
| 地下 四樓 | 四月台             | → 松山新店線 往新店／台電大樓方向（G13 北門站） →                         |

### 車站出口

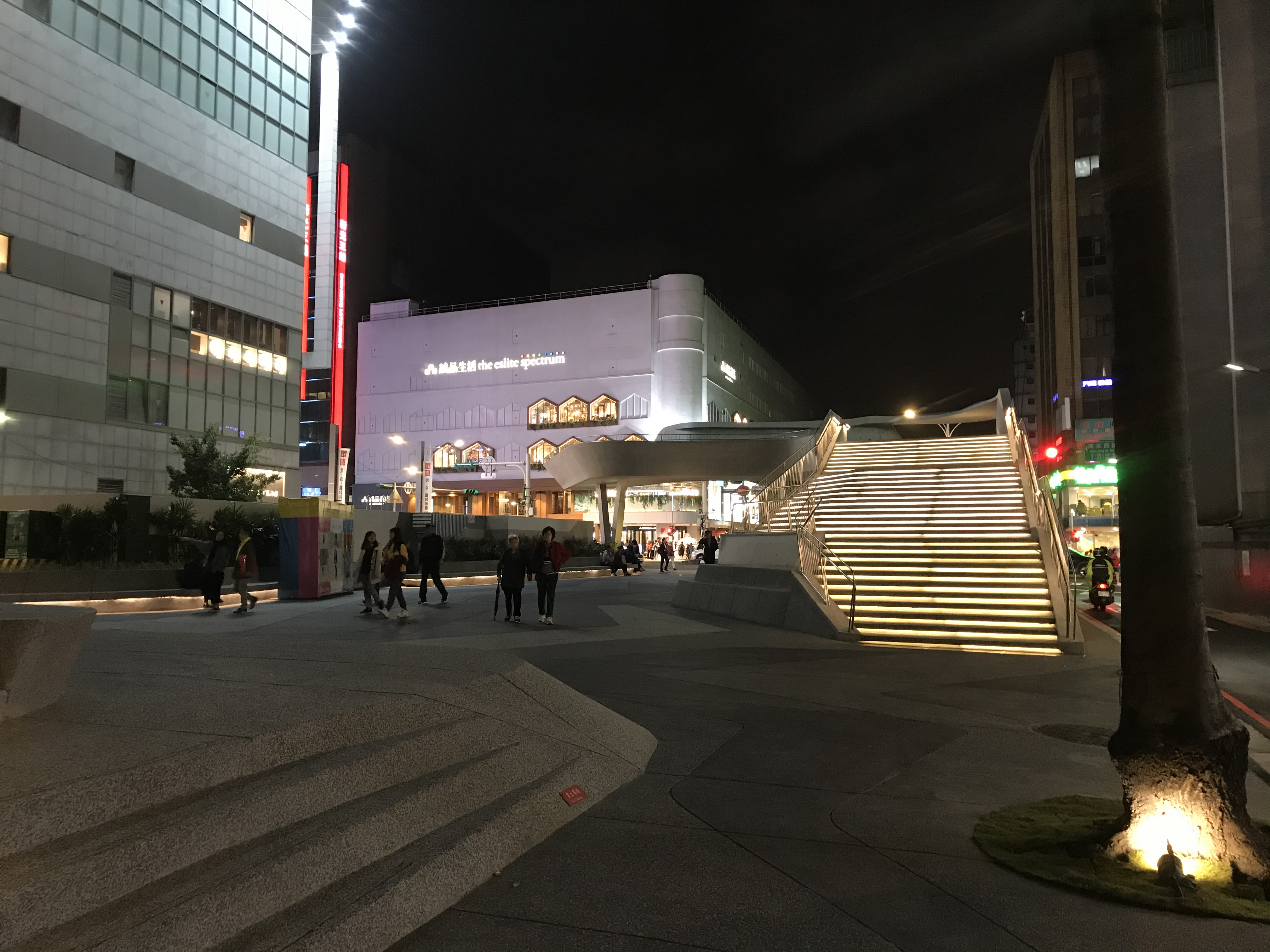
4號出入口背側樓梯，可登上出口屋頂景觀平台（心中山舞台）

| 出入口                          | 圖片 | 位置                         |
| ------------------------------- | ---- | ---------------------------- |
| 出入口1 · 設有手扶梯            |      | 誠品生活南西                 |
| 出入口2                         |      | 新光三越本館                 |
| 出入口3                         |      | 中山北路二段                 |
| 出入口4 · 設有電梯 · 設有手扶梯 |      | 新光三越三館                 |
| 出入口5 · 設有電梯 · 設有手扶梯 |      | 赤峰街（與聯開大樓共構）     |
| 出入口6 · 設有電梯 · 設有手扶梯 |      | 承德路一段（與聯開大樓共構） |
| 註： 設有電梯 \| 設有手扶梯     |      |                              |

## 歷史
- 1997年3月28日：淡水線中山站隨著淡水線「淡水← →中山」段正式通車而啟用[3]（p. 327）。
- 1997年12月25日：淡水線自本站向南延伸通車至車站[3]（p. 327）。
- 2003年：配合台北市政府改採漢語拼音為主要譯名標準的新政策，站名的官方英譯由原本威妥瑪拼音的Chungshan Station改為Zhongshan Station。[4]
- 2008年：3、4號出口（今2、3號出口）進行改建，將原水泥搭配桁架的厚重站體改以玻璃帷幕作為新設計。[5]
- 2014年5月19日：晚上8時6分許淡水線車站傳出有民眾落軌，往雙連站方向散步，捷運公司發現後立即斷電，往淡水、北投所有列車全面停駛，一度造成「圓山－台大醫院」段被迫暫停營運，8時17分本站站長與相關人員終找到落軌民眾並帶回車站，8時21分恢復營運。
- 2014年10月5日：松山線車站隨著松山線進行初勘。
- 2014年10月10日：配合松山線即將通車，本站淡水線的出口編號重新編排，以逆時針順序編號為原則，僅出口1維持不變。[6]
- 2014年10月31日：松山線車站隨著松山線進行履勘。
- 2014年11月15日：松山線中山站隨著松山線正式通車而啟用[7]，並新增5號、6號出入口。
- 2015年5月29日：淡水線增設半高式月台門正式啟用。[8]
- 2015年7月20日：本站4號出口附近，27歲男子郭彥君持刀砍人並造成4人受傷，而砍人男子隨即被捷運保全壓制落網。[9]
- 2017年11月25日：本站因應轉乘量大增，即日起不開放自行車進出轉乘。
- 2018年1月20日：本站出口4為配合線形公園改造工程於即日起暫時封閉。[10]
- 2019年10月15日：本站出口4改造完工即日起重新開放。
- 2023年1月16日：本站於即日起恢復開放自行車進出轉乘。
- 2023年3月15日：本站出口1為配合線形公園改造和電扶梯增設工程於即日起暫時封閉。[11]
- 2025年5月31日：本站出口1改造完工即日起重新開放。[12]

## 利用狀況
根據2024年12月資料，本站每日旅運量約為115,481人次，在台北捷運各站中排行第4名。
| 1997                                                                                 | 3,613,173                                                                        | 3,753,033  | 7,366,206  | [ 註 3 ] | 13,635   | 14,162   | 27,797   |
| 1998                                                                                 | 3,126,520                                                                        | 3,420,458  | 6,546,978  | [ 14 ]   | 8,566    | 9,371    | 17,937   |
| 1999                                                                                 | 5,286,070                                                                        | 5,682,971  | 10,969,041 | [ 14 ]   | 14,482   | 15,570   | 30,052   |
| 2000                                                                                 | 8,167,011                                                                        | 8,525,299  | 16,692,310 | [ 14 ]   | 22,314   | 23,293   | 45,607   |
| 2001                                                                                 | 8,887,787                                                                        | 9,165,339  | 18,053,126 | [ 14 ]   | [ 註 4 ] | [ 註 4 ] | [ 註 4 ] |
| 2002                                                                                 | 9,065,270                                                                        | 9,271,275  | 18,336,545 | [ 14 ]   | 24,836   | 25,401   | 50,237   |
| 2003                                                                                 | 9,155,830                                                                        | 9,666,757  | 18,822,587 | [ 14 ]   | 25,084   | 26,484   | 51,569   |
| 2004                                                                                 | 10,334,476                                                                       | 10,749,939 | 21,084,415 | [ 14 ]   | 28,236   | 29,371   | 57,608   |
| 2005                                                                                 | 10,700,888                                                                       | 11,116,499 | 21,817,387 | [ 14 ]   | 29,318   | 30,456   | 59,774   |
| 2006                                                                                 | 10,904,046                                                                       | 11,272,251 | 22,176,297 | [ 14 ]   | 29,874   | 30,883   | 60,757   |
| 2007                                                                                 | 10,978,179                                                                       | 11,367,693 | 22,345,872 | [ 14 ]   | 30,077   | 31,144   | 61,222   |
| 2008                                                                                 | 10,911,535                                                                       | 11,314,857 | 22,226,392 | [ 14 ]   | 29,813   | 30,915   | 60,728   |
| 2009                                                                                 | 10,722,174                                                                       | 11,159,562 | 21,881,736 | [ 14 ]   | 29,376   | 30,574   | 59,950   |
| 2010                                                                                 | 10,831,173                                                                       | 11,303,538 | 22,134,711 | [ 14 ]   | 29,674   | 30,969   | 60,643   |
| 2011                                                                                 | 11,086,541                                                                       | 11,515,968 | 22,602,509 | [ 14 ]   | 30,374   | 31,551   | 61,925   |
| 2012                                                                                 | 11,279,409                                                                       | 11,692,481 | 22,971,890 | [ 14 ]   | 30,818   | 31,947   | 62,765   |
| 2013                                                                                 | 10,877,894                                                                       | 11,206,198 | 22,084,092 | [ 14 ]   | 29,802   | 30,702   | 60,504   |
| 2014                                                                                 | 11,687,582                                                                       | 12,105,241 | 23,792,823 | [ 14 ]   | 32,021   | 33,165   | 65,186   |
| 2015                                                                                 | 13,053,621                                                                       | 13,429,219 | 26,482,840 | [ 14 ]   | 35,763   | 36,792   | 72,556   |
| 2016                                                                                 | 13,705,168                                                                       | 14,108,914 | 27,814,082 | [ 14 ]   | 37,446   | 38,549   | 75,995   |
| 2017                                                                                 | 13,849,566                                                                       | 14,222,001 | 28,071,567 | [ 14 ]   | 37,944   | 38,964   | 76,908   |
| 2018                                                                                 | 14,529,574                                                                       | 14,971,389 | 29,500,963 | [ 14 ]   | 39,807   | 41,018   | 80,825   |
| 2019                                                                                 | 15,685,662                                                                       | 16,175,896 | 31,861,558 | [ 14 ]   | 42,974   | 44,318   | 87,292   |
| 2020                                                                                 | 13,818,827                                                                       | 14,207,047 | 28,025,874 | [ 14 ]   | 37,756   | 38,817   | 76,573   |
| 由于技术原因，此 旧版图表 已停用，並須迁移至 新版图表 。造成您的不便，我們深表歉意。 |                                                                                  |            |            |          |          |          |          |
|                                                                                      | 由于技术原因，此旧版图表已停用，並須迁移至新版图表。造成您的不便，我們深表歉意。 |            |            |          |          |          |          |

## 車站周邊

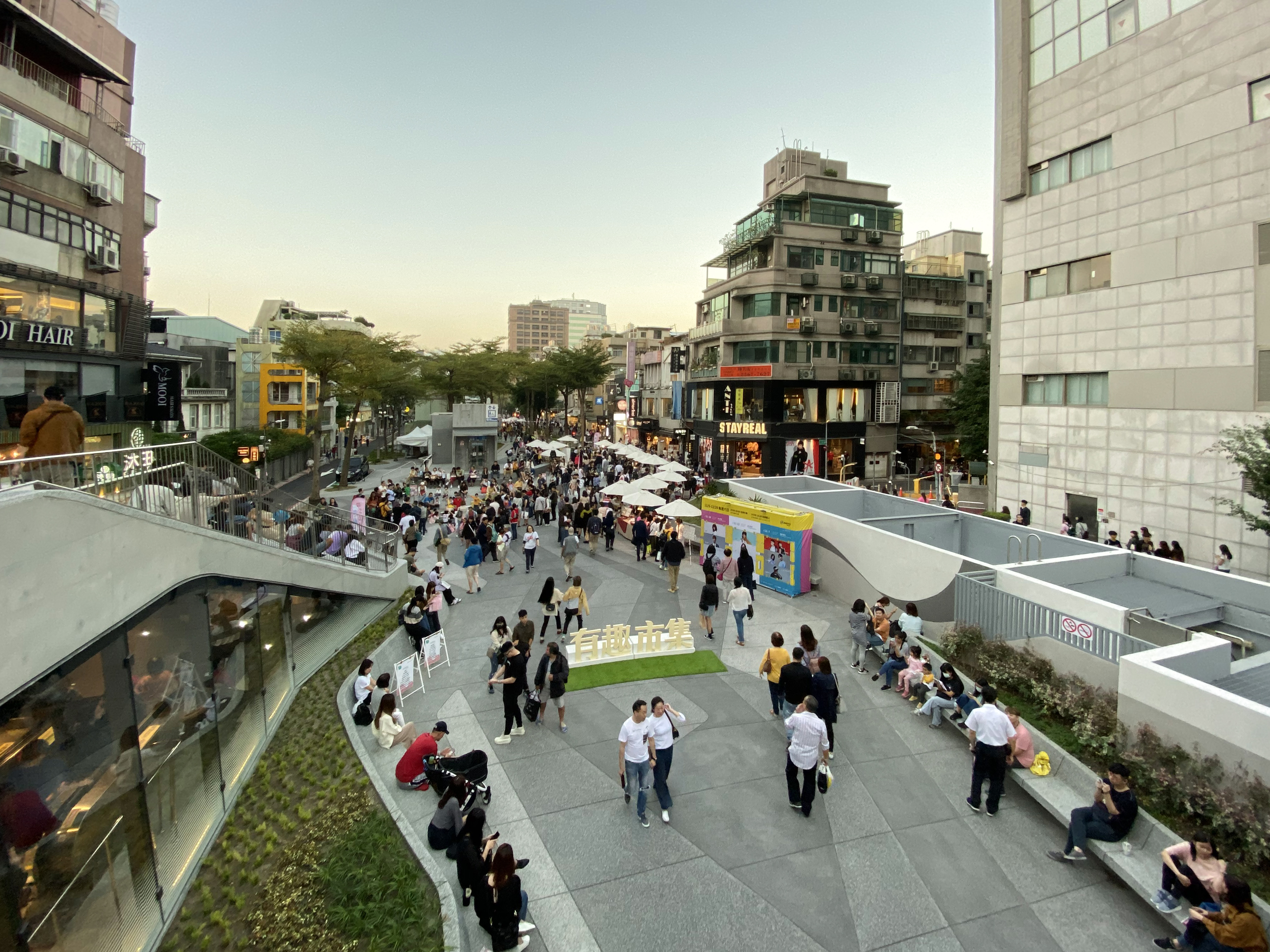
心中山線形公園

- 南西商圈
- 心中山線形公園
- 新光三越百貨台北南西店（本館、三館）
- 誠品生活南西（5樓設有誠品書店）
- 臺北市公共自行車租賃系統
  - 捷運中山站(2號出口)
  - 捷運中山站(3號出口)
  - 捷運中山站(5號出口)
- 台北當代藝術館
- 林森公園
- 建成圓環
- 中山運動中心
- 台北晶華酒店
- 台北老爺大酒店
- 台北大倉久和大飯店
- 日新國小
- 志仁高中

### 地下商場
- 中山地下街
- 誠品R79

## 公共藝術

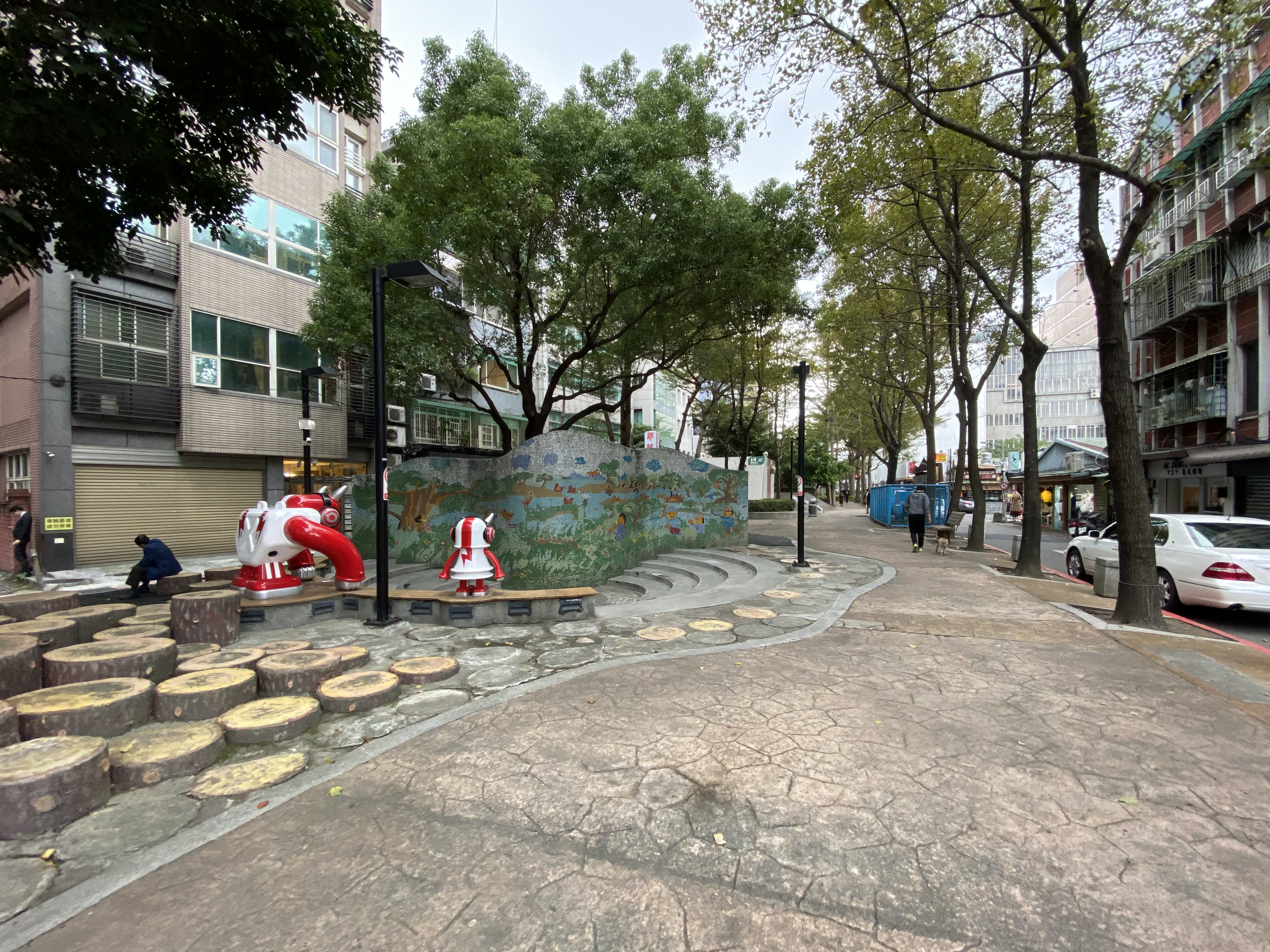
中山站與長安西路之間地面廣場設公共藝術作品

中山站與長安西路之間地面廣場設有兩組公共藝術作品─兒童的繽紛世界，作者為日新國小之學生。作品為兩組玻璃馬賽克牆面。而中山站與雙連站之間的地面設線型公園，在2019年11月完成改造計畫。

## 公車資訊
需走至《捷運中山站（志仁高中）》搭乘
| 編號               | 經營業者            | 區間                        | 備註               |
| ------------------ | ------------------- | --------------------------- | ------------------ |
| 12                 | 大都會客運          | 東園← →民生社區             |                    |
| 26                 | 首都客運            | 社子← →行天宮               |                    |
| 46                 | 大都會客運          | 松德← →圓環                 |                    |
| 52                 | 欣欣客運            | 景德站← →中興醫院           |                    |
| 282                | 指南客運            | 動物園← →圓環               |                    |
| 288                | 大南汽車            | 兒童新樂園← →吳興街         | 原288區間車        |
| 292                | 首都客運            | 二重← →捷運麟光站           | 返程行經世貿中心。 |
| 292副線            | 首都客運            | 二重← →捷運麟光站           | 返程行經通化街。   |
| 306                | 三重客運 大都會客運 | 蘆洲← →凌雲五村 舊莊← →蘆洲 |                    |
| 306區間車          | 大都會客運          | 舊莊← →台北橋               |                    |
| 605快              | 中興巴士            | 汐止← →台北車站             |                    |
| 622                | 三重客運            | 泰山← →捷運中山站           |                    |
| 636                | 三重客運            | 迴龍← →捷運中山站           | 屬於新北市區公車。 |
| 711                | 中興巴士            | 汐止← →圓環                 |                    |
| 承德幹線           | 大南汽車            | 新北投← →捷運市政府站       | 原266              |
| 南京幹線           | 首都客運            | 南港高工← →圓環             | 原棕9              |
| 紅25               | 首都客運            | 南港← →捷運中山站           |                    |
| 台北觀光巴士－藍線 | 三重客運            | 台北車站← →故宮             |                    |
| 1802               | 國光客運            | 基隆← →三重                 |                    |
| 1803               | 國光客運            | 基隆← →中壢                 |                    |

## 腳註

### 來源資料
1. ↑   (新闻稿). 台北捷運. 2016-04-11  [2016-04-11]. （原始内容存档于2016-04-11） （中文（臺灣））.
2. 1 2  . 臺北大眾捷運股份有限公司. 2021-01-15.
3. 1 2 3  徐榮崇. . 臺北市文獻委員會. 2015年12月: 頁121–132  [2019-12-28]. ISBN 9789860469875. （原始内容存档于2020-12-07）.
4. ↑  . 蘋果日報. 2003-11-24  [2020-12-27]. （原始内容存档于2021-01-12） （中文（臺灣））.
5. ↑  . 自由時報. 2008-10-30  [2020-10-06]. （原始内容存档于2020-12-05） （中文（臺灣））.
6. ↑  張立勳. . 中時. 2014-10-08  [2021-10-04]. （原始内容存档于2021-10-04） （中文（臺灣））.
7. ↑  戴雅真.捷運松山線 103年底通車 （页面存档备份，存于）.中央社.2013-10-23
8. ↑  蔡亞樺.防跳軌 北捷15站設月台門 （页面存档备份，存于）.蘋果日報.2010-10-21
9. ↑  . 台灣蘋果日報. 2015-07-20.[]
10. ↑  黃建豪.中山雙連帶狀公園改造 捷運中山站4號出口將封閉.自由時報.2018-01-17 （页面存档备份，存于）
11. ↑  . 臺北大眾捷運股份有限公司. 2023-02-20  [2023-06-23]. （原始内容存档于2023-06-23）.
12. ↑  . 臺北大眾捷運股份有限公司. 2025-05-31  [2025-05-31]. （原始内容存档于2025-06-01）.
13. ↑  臺北市政府主計處. .  (报告) 中華民國86年. 國家圖書館 政府統計資訊網: 頁494. 1998年6月  [2022-03-13]. （原始内容存档于2021-04-12）.
14. ↑  . 臺北市交通統計資料庫查詢系統. 2021-02-04  [2021-02-09]. （原始内容存档于2019-07-13）.
15. ↑  兒童的繽紛世界 （页面存档备份，存于）.臺北市政府捷運工程局-淡水線.110-07-08

- 臺北市商業處-商圈介紹-中山北路婚紗(商圈)、晶華酒店、欣欣百貨周邊、條通(商圈)、中山捷運站周邊 （页面存档备份，存于）
- 臺北市商業處-商圈介紹-朝陽服飾材料(商圈) （页面存档备份，存于）

## 外部連結
- 臺北大眾捷運股份有限公司 （页面存档备份，存于）
- 臺北市政府捷運工程局 （页面存档备份，存于）
- 中山站位置圖（台北捷運公司） （页面存档备份，存于）
- 中山站車站剖面相關位置圖（台北捷運公司） （页面存档备份，存于）
- 販賣店現況 - 淡水信義線 （页面存档备份，存于）
- 販賣店現況 - 松山新店線 （页面存档备份，存于）